# Pavučinec kozlí
Pavučinec kozlí (cortinarius traganus) je nejedlá houba z čeledi pavučincovitých.

## Popis
Klobouk měří v průměru 3–15 cm, nejdříve kulovitý až polokulovitý pak,vyklenutý až plochý, se širokým hrbolem, okraj bývá v mládí podehnutý spojený s nafialovělými vlákny pavučinky jež jsou zbytky rezavé oponky. Pokožka klobouku je v mládí světle až živě fialová, jemně hedvábně plstnatá.
Plachetka je barvy růžovofialové, ve stáří je od výtrusů rezavě hnědá až okrová, což je způsobeno suchem a stářím.
Dužnina je masitá a pevná, barvy žlutohnědé až šafránové, jakoby mramorová, u třeně nafialovělá.
Třeň je 5–12 cm vysoký, 1–5 cm tlustý.
Vůně v mládí je příjemně ovocná, ve stáří acetylenová (jablečný šampón), záleží na prostředí kde se nalézá a také podle stáří houby.
Chuť je hořká.
Výtrusný prach je okrový.

## Výskyt
Nejčastěji se vyskytuje v srpnu až v listopadu. Převážně jde o symbionta smrku a borovic, ale může se nacházet i pod listnáči nebo jej často můžeme najít v porostu borůvek.

## Synonyma
- Agaricus traganus Fr., Observ. mycol. (Havniae) 2: 82 (1818)
- Cortinarius traganus f. formica-olens Ramain, (1952)
- Cortinarius traganus f. subflavus Imbach, Mitt. naturf. Ges. Luzern 15: 25 (1946)
- Cortinarius traganus (Fr.) Fr., Epicr. syst. mycol. (Upsaliae): 281 (1838) [1836–1838] f. traganus
- Cortinarius traganus var. formica-olens Ramain, 11: 33 (1955)
- Cortinarius traganus (Fr.) Fr., Epicr. syst. mycol. (Upsaliae): 281 (1838) [1836–1838] var. traganus
- Inoloma traganum (Fr.) Wünsche, Die Pilze: 127 (1877)
- Phlegmacium traganum (Fr.) M.M. Moser, in Gams, Kl. Krypt.-Fl. Mitteleuropa - Die Blätter- und Baupilze (Agaricales und Gastromycetes) (Stuttgart) 2: 213 (1953)
- Phlegmacium traganum var. odoratum M.M. Moser, in Gams, Kl. Krypt.-Fl. Mitteleuropa - Die Blätter- und Baupilze (Agaricales und Gastromycetes) (Stuttgart) 2: 213 (1953)
- Phlegmacium traganum (Fr.) M.M. Moser, in Gams, Kl. Krypt.-Fl. Mitteleuropa - Die Blätter- und Baupilze (Agaricales und Gastromycetes) (Stuttgart) 2: 213 (1953) var. traganum [1]